# Gerolsteiner Brunnen
Gerolsteiner Brunnen GmbH & Co. KG er en tysk producent af mineralvand, som er baseret i Gerolstein i Eifel. Virksomheden Bitburger Holding er siden 2022 majoritetsaktionær med en ejerandel på 51,5513 %.
1. januar 1888 grundlagde Wilhelm Castendyck virksomheden Gerolsteiner Sprudel W. Castendyck Gerolstein, hvorefter han begyndte at tappe mineralvand.